# Stefanówek
Stefanówek – wieś (dawniej miasto) w Polsce położona w województwie świętokrzyskim, w powiecie staszowskim, w gminie Staszów.
Staefanówek uzyskał lokację miejską przed 1585 rokiem, zdegradowany przed 1800 rokiem.

## Historia
Wieś nazywana była dawniej Stefanowem. W rejestrze pogłównego z 1674 r. wymieniana jest jako miasto. Miejscowość była wówczas własnością Dębickiej i nosiła oboczną nazwę Bugaj. W późniejszych źródłach występuje już jako wieś. Nie jest znana data ani okoliczności nieudanej lokacji. W 1827 r. było tu 15 domów, wieś zamieszkiwana była przez 104 osoby.
W latach 1975–1998 miejscowość administracyjnie należała do województwa tarnobrzeskiego.

## Dawne części wsi – obiekty fizjograficzne
W latach 70. XX wieku przyporządkowano i opracowano spis lokalnych części integralnych dla Stefanówka zawarty w tabeli 1.

| Nazwa wsi – miasta    | Nazwy części wsi – miasta | Nazwy obiektów fizjograficznych – charakter obiektu |
| --------------------- | ------------------------- | --- |
| I. Gromada KONIEMŁOTY |                           | |
| 1. Stefanówek         | 1. Adamówka               | 1. Adamówka — las 2. Borek — las 3. Dwunastka — pole 4. Koniemłocka — pole 5. Marek — pole 6. Osiemnastka — pole, łąka 7. Staszowskie — pole 8. Szeroka — łąka |